# American Poultry Association
L'American Poultry Association (association de volaille américaine) est l'organisation la plus ancienne d'Amérique du Nord s'occupant de l'élevage de volaille. L'association a été fondée en 1873 et installée dans l'Indiana en 1932. Son président est John Monaco.

## Histoire et objectif
La première exposition de volailles aux États-Unis se tient en 1849 et l'association de volaille américaine est fondée ensuite afin d'apporter une réponse au besoin urgent de mettre en place un organisme de contrôle dans la définition de standards de races pour les volailles et dans l'administration des jugements de volailles de race. Un an après sa fondation, l'association publie son premier standard, l'American Standard of Perfection qui est encore aujourd'hui le manuel le plus utilisé et le plus respecté en ce qui concerne les standards de races de volailles. L'APA continue de publier et de diffuser ce Standard, et vise à promouvoir tous les aspects de l'élevage de volailles domestiques en certifiant des juges officiels, en sponsorisant différentes expositions, en éduquant la jeunesse, en apportant son aide aux éleveurs, et son soutien à ses membres, tant aux États-Unis qu'au Canada.